# TRAPPIST-1 f
2MASS J23062928-0502285 f
TRAPPIST-1 f est une exoplanète tellurique situé dans le système planétaire TRAPPIST-1 dont la découverte est annoncée en 2017. C'est la quatrième plus grosse planète du système.

## Description

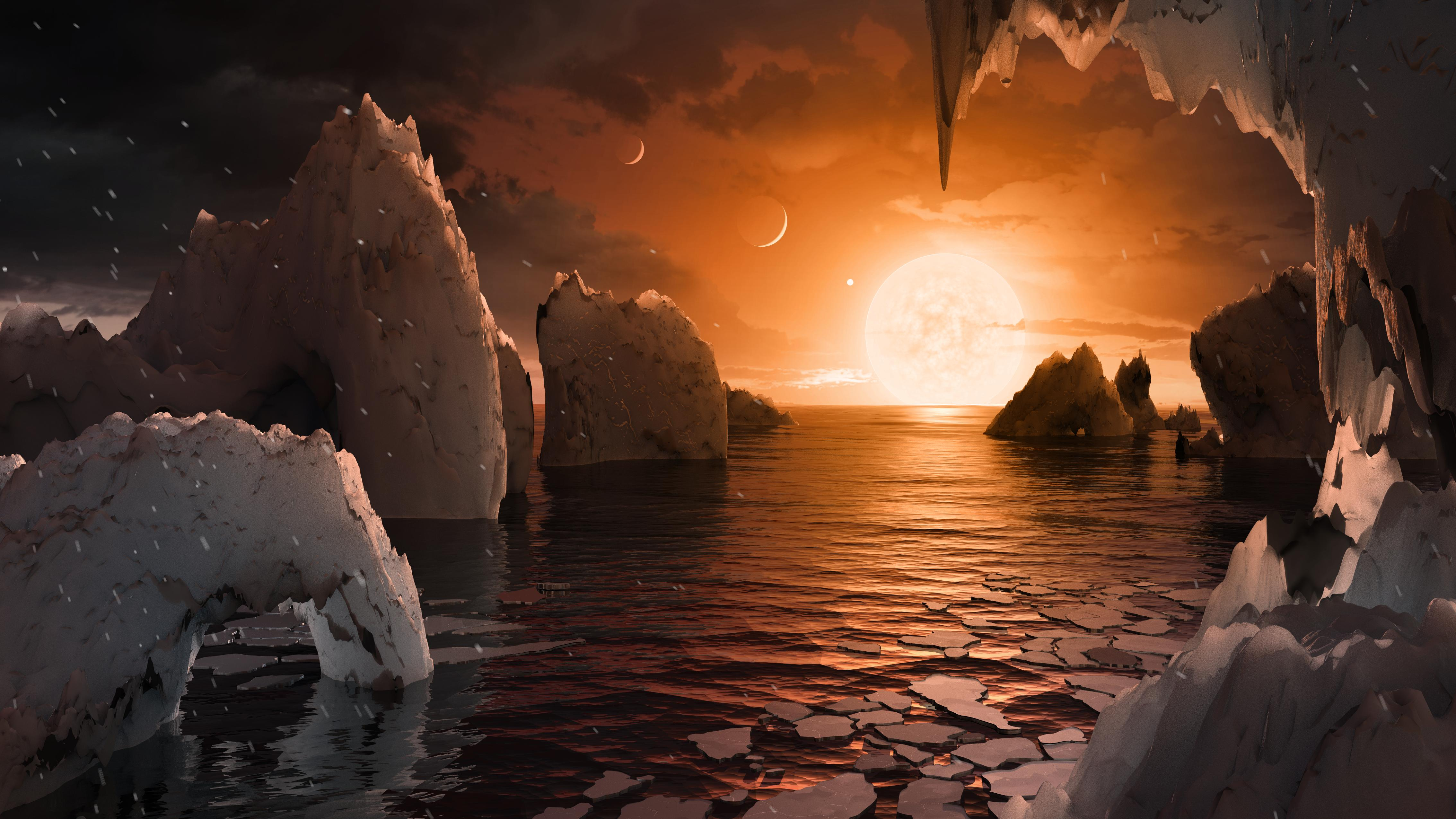
Vue d'artiste de la surface de TRAPPIST-1 f.

TRAPPIST-1 f est située à près de 40 années-lumière du Système solaire. Lors de sa révolution autour de son étoile TRAPPIST-1, elle présente toujours la même face, de ce fait un terminateur permanent est présent. TRAPPIST-1 f est située à 0,037 ua de son étoile et orbite en 9,21 jours autour de cette dernière.
Selon la National Aeronautics and Space Administration (NASA), la planète pourrait être recouverte de glace, de roche et même d'eau liquide. Dans le ciel, un observateur pourrait très certainement voir des nuages d'eau et les autres planètes du système TRAPPIST-1, en raison de leur distance très rapprochée. En comparaison, TRAPPIST-1 e apparaîtrait dans le ciel d'une taille similaire à celle de la Lune vue depuis la Terre.

## Caractéristiques physiques
La température d'équilibre de la surface de la planète est 219,0 K (−54,15 °C) avec une incertitude de 4,2.
La masse de TRAPPIST-1 f serait de 0,68 M⊕ et son rayon de 1,04 R⊕. Son diamètre est de 13 315 km.

## Compositions théoriques
Toutes les planètes du système TRAPPIST-1 dont TRAPPIST-1 f pourraient avoir trois types de  compositions qui seraient peut-être similaires les unes aux autres à cause de leurs densités elles aussi similaires. Les trois compositions théoriques sont les suivantes :
1. la planète (et les autres) seraient dépourvues de noyau, avec une surface rocheuse faite de fer mélangé avec d'autres éléments ;
2. une surface rocheuse et un noyau en fer proportionnellement plus petit que celui de la terre ;
3. une surface océanique et un gros noyau. Cette théorie n'est valable que pour les quatre planètes plus lointaines du système.